# Atractodes compressus
Atractodes compressus är en stekelart som först beskrevs av Cresson 1865.  Atractodes compressus ingår i släktet Atractodes och familjen brokparasitsteklar. Inga underarter finns listade.